# Nefridio
El nefridio es un órgano excretor de los animales invertebrados con una función análoga a la de los riñones de los vertebrados. Elimina los desechos metabólicos del cuerpo del animal. Aparecen en muchos filos animales. Se diferencian dos tipos, protonefridios y metanefridios.

## Protonefridios
Son un entramado de túbulos de extremos ciegos conectados entre sí, pero faltándoles aperturas internas que los comuniquen al conductor o canal del protonefridio. Por el extremo distal, dichos túbulos se abren al exterior a través del neuroporo o nefrostoma, y en el extremo proximal se ensanchan para formar una ampolla forrada internamente de células flamígeras flageladas; cuando dichas células flageladas tapizan la cara externa de la ampolla reciben el nombre de solenocitos.
Los tabiques, las paredes de los túbulos, dejan paso por ósmosis. Cada célula tiene uno o varios flagelos y cuando baten el canal del protonefridio, crean una corriente hacia afuera y por extensión, un vacío parcial en el fondo del conducto. Debido a este vacío parcial, los desechos metabólicos y fluidos internos del animal son empujados a través de los poros de las células terminales al protonefridio. Los poros de las células terminales tienen un diámetro tal, que las moléculas pequeñas pueden pasar, pero las proteínas, más grandes, son retenidas en el organismo.
Desde el fondo del protonefridio, el fluido de las deyecciones es llevado por el conducto (formado por las células del canal) y salen del animal por el nefrostoma.
Son estructuras embriológicamente ectodérmicas, principalmente osmorreguladoras, ya que en los invertebrados inferiores (acelomados y blastocelomados) la excreción, en la mayoría de las ocasiones, se realiza a nivel de la pared del cuerpo, pues su estructura corporal lo permite.
Los protonefridios aparecen en los organismos más sencillos, como los platelmintos, los nemertinos, los blastocelomados (también conocidos como pseudocelomados) y en numerosas formas larvales, entre ellas la larva trocófora.Son estructuras sencillas que aparecen en acelomados o pseudocelomados. Hay dos tipos de protonefridios:
Células flamígeras: son células grandes con cilios. Conectan unas células del interior del cuerpo con el exterior mediante un pequeño conducto. Los productos nitrogenados pasan de una célula a otra, hasta llegar a la célula flamígera que lo expulsa al exterior, gracias a la corriente que crea el movimiento de los cilios.
Solenocitos: son células grandes, flageladas, con un collarete. Se asocian unas células con otras formando una cámara a la que se expulsan las sustancias nitrogenadas, que salen al exterior, gracias a la acción de los flagelos. Están formadas por clateofilios y portaleidos

## Metanefridios
Los metanefridios son un tipo de glándulas excretoras presentes en anélidos y moluscos. Consisten en un tubo o embudo ciliado que se abre dentro de la cavidad del celoma conectado a un conducto que puede tener una variedad de glándulas, puede ser plegado o ensanchado, con vesículas y que generalmente evacúa al exterior. Estos tubos ciliados transportan agua por bombeo y junto con ella acarrean los iones en exceso, desechos metabólicos, toxinas y hormonas sobrantes; volcando todos ellos en un nefridioporo. La orina primaria formada por filtración de la sangre es transformada por reabsorción selectiva en orina secundaria por acción de las células que tapizan el metanefridio. 
En muchas lombrices (dentro de los anélidos) los tubos nefridiales se vuelcan en el aparato digestivo lo que lleva el nombre de enteronefridio. En algunos animales no lo poseen